# Servo do Povo
Servo do Povo é um partido político ucraniano liberal e pró-europeu de centro, com ideologia socioeconômica de centro-esquerda e progressista, que foi oficialmente registado no Ministério da Justiça em 31 de março de 2018. O partido tem o mesmo nome que a série ucraniana Servo do Povo, da produtora de TV Kvartal 95 (Квартал-95).
Atualmente, a liderança do partido está ocupada por Olena Shuliak.
Na época em que o partido foi criado, alegou-se que era importante fazê-lo para evitar que outros roubassem o nome da série de mesmo nome para "fins políticos cínicos".

## História
Legalmente, o partido é o sucessor do Partido da Mudança Decisiva, que existia desde 2016 e havia sido fundado por Eugene Yurdiga.
Mudou de nome em dezembro de 2017 após o sucesso da série ucraniana Servo do Povo, estrelada por Volodymyr Zelensky e produzida pelo grupo Kvartal95, também fundado por Zelensky. O primeiro líder do partido após a mudança foi Ivan Bakanov, então CEO desse grupo.
De acordo com uma pesquisa do Centro Razumkov, realizada em dezembro de 2017, o partido obteve 4% das intenções de voto — abaixo do limite eleitoral de 5% necessário para obter cadeiras no parlamento ucraniano. Já em uma pesquisa de abril de 2018, conduzida pelo instituto RATING para as eleições parlamentares de 2019, 9% dos entrevistados afirmaram que votariam no partido. Em junho de 2018, outra pesquisa do mesmo instituto apontou um crescimento do partido, que alcançou 10,4% das intenções de voto.
No final de dezembro de 2018, Volodymyr Zelensky foi anunciado como candidato presidencial do partido para as eleições presidenciais ucranianas de 2019. Embora estivesse atrás nas pesquisas em janeiro de 2019, Zelensky passou a liderá-las a partir de março. No primeiro turno da eleição presidencial, ele ficou em primeiro lugar e avançou para o segundo turno contra o presidente em exercício, Petro Poroshenko. Em 21 de abril de 2019, Zelensky venceu a eleição com mais de 73% dos votos válidos.

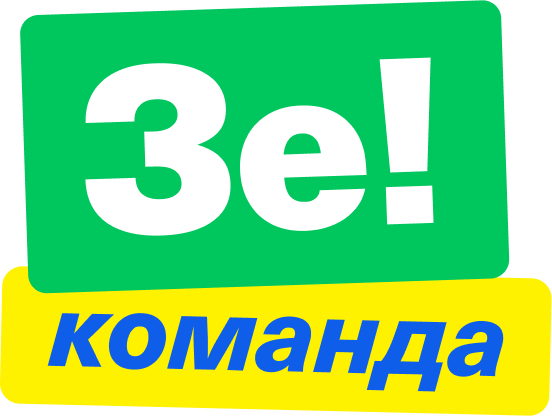
Logo do ZeTeam usado na campanha presidencial

Em abril de 2019, Zelensky declarou que o partido não entraria em uma coalizão governamental com o Bloco Poroshenko nem com a Plataforma de Oposição - Pela Vida.

## Ideologia e posições
O partido se posiciona no centro do espectro político.
Em 23 de maio de 2019, Ruslan Stefanchuk, representante de Zelensky na Verkhovna Rada, anunciou que o partido havia adotado o libertarianismo como ideologia central. No entanto, em 3 de junho de 2019, o chefe do escritório eleitoral, Oleksandr Kornienko, afirmou que fora de Kiev, a questão ideológica não era compreendida da mesma forma e que o partido esclareceria sua posição em seu manifesto. Após ser eleito líder do partido em novembro de 2019, Kornienko declarou que o libertarianismo seria substituído para permitir um compromisso interno. A nova ideologia seria um equilíbrio entre visões liberais e socialistas. No congresso do partido em fevereiro de 2020, Kornienko definiu a ideologia como "centrismo ucraniano".
No programa eleitoral de 2019, o partido prometeu um regime favorável a investidores estrangeiros de origem ucraniana, mecanismos para destituir deputados que perdessem a confiança dos eleitores e medidas de democracia direta e combate à corrupção. Além disso, comprometeu-se a fortalecer laços com a União Europeia e a OTAN, buscando elevar a renda e qualidade de vida na Ucrânia a níveis europeus.
Em julho de 2019, Stefanchuk declarou que a promoção da língua ucraniana deveria ocorrer de forma gradual, sem proibições ou perseguições, mas sim por meio da valorização da qualidade do conteúdo em ucraniano, com o Estado apoiando esse processo.

## Desempenho eleitoral

### Verkhovna Rada
| Ano  | Votos     | %      | Posição  | Lugares   | +/-  | Governo | Cabeça de Lista |
| ---- | --------- | ------ | -------- | --------- | ---- | ------- | --------------- |
| 2019 | 6.287.798 | 43,18% | 1º Lugar | 254 / 450 | Novo | Maioria | Dmytro Razumkov |

### Eleições presidenciais
| Eleição | Candidato          | Resultado da primeira rodada | Resultado da primeira rodada | Resultado da primeira rodada | Resultado da segunda rodada | Resultado da segunda rodada | Resultado da segunda rodada |
| Eleição | Candidato          | Votos                        | % De votos                   | Resultado                    | Votos                       | % De votos                  | Resultado                   |
| ------- | ------------------ | ---------------------------- | ---------------------------- | ---------------------------- | --------------------------- | --------------------------- | --------------------------- |
| 2019    | Volodymyr Zelensky | 5.714.034                    | 30,24%                       | 1.º                          | 13.438.410                  | 73,23%                      | Venceu                      |